# Thailands flygvapenmuseum

 Thailands flygvapenmuseum är ett militärhistoriskt museum beläget på Don Mueang internationella flygplats i norra delen av Bangkok, Thailand.
Museet påbörjade 1952 med att samla in, bevara och återställa olika militära flygplan och annan flygplansutrustning som använts av Thailands flygvapen. Museet är beläget på Phahonyothin road strax söder om inrikesterminalen vid Don Mueang internationella flygplats och är öppet för allmänheten.
I museets utställning ingår ett flygplan av typ JAS 39A Gripen, vilket skänktes av Saab till 100-årsjubileet av det thailändska flygvapnet, som ägde rum den 2 november 2013.